# Левдин Бодо
Левдин Бодо (лат. Leudinus Bodo), или Леудовин (Leudovinus), или Леудвин (Leudvinus, Leudvin), или Леудин (Leudin), или Лендин (Lendin), или Бодо (Bodo), или Бодон (Bodon) (ок. 625 — ок. 678) — епископ Туля. День памяти — 11 сентября.

## Биография
Святой Левдин Бодо был главой епархии Туля после Эборина (или Эльбонира).
Он традиционно известен как основатель монастыря Bodonis Monasterium (монастырь Бодо), впоследствии названного Бон-Мутье (Bon-Moutier, Bonmoutier, Bon Moustiers), ныне именуемого Валь-э-Шатийон в Вогезах.
Он родился в Бассиньи в семье Гундоина и Саратруды (Saratrude) из знатного эльзасского рода Этихонидов. Его сестрой была св. Салаберга, основавшая монастырь в Лаоне. Он также основал монастырь святого Петра в Этивале (Stivagium, Abbaye Saint-Pierre d'Étival), ныне называемом Этиваль-Клэрфонтэн, Вогезы, датируемый 663 годом, и монастырь в Оттонвиле.